# Polittico di San Bartolomeo (Marinoni)
Il polittico di San bartolomeo è un'opera a tempera su tavola realizzata inizialmente da Antonio Marinoni e proseguita dal figlio Ambrogio e dalla sua bottega per la chiesa di San Bartolomeo della frazione Boario  di Gromo.

## Storia
Il polittico, conservato sull'altare della chiesa posta nella piccola frazione di Boario in alta Val Seriana rappresenta anche la storia terminale di una delle famiglie di artisti più attiva nelle bergamasca nel XV e XVI secolo dei Marinoni. L'opera è segnata dalla morte dei due artisti che lavorarono alla sua realizzazione, Antonio nel 1541 e il figlio Ambrogio nel 1551, i cui figli erano ancora troppo piccoli per poter proseguire l'attività della famiglia.
L'ultimazione del polittico, necessario perché la vedova di Ambrogio, Giulia Pedruzzi potesse ricevere il pagamento a saldo, richiese tempo e la stesura di atti notarili che consentono di avere informazioni certe.
Giulia era figlia di Vittore Pedruzzi da Castagnate abitante di Padova, e Cassandra di Cristoforo Farinelli de Mangilis. 

Il primo atto notarile è datato 19 aprile 1553. La vedova dichiarava di aver venduto un'ancona dorata con una immagine scolpita di san Bartolomeo ai rappresentanti della comunità di Boario: unam anchonam in qua erat sculpta imago sancti Bartolomeo et aliuorum sanctorum adorata. Ne chiedeva la stima perché potesse poi essere pagato. 

Il secondo atto è del 1563 quanto la stima del polittico fu affidata al pittore Nicola Boneri di Alzano Lombardo, e al Moroni, ma il mese dopo il Boeri era già morto e fu sostituito da Giovan Antonio Agnelli di Nembro.
Il polittico risulta sia stato stimato il 30 ottobre del medesimo anno: anconae dedicatae inagini Sancti Bartholomei et aliorum Sanctorum pictae et fabricatae per quondam magistrum Antinium patrem dicti magistri Ambrosii quid per ipsum Ambrosium et quid per alios pictores post mortem ipsius magistri Ambrosii. Da questo documento di stima si deduce quindi che il polittico fu realizzato a più mani. Iniziato da Antonio, probabilmente il maggior esecutore, e quindi precedente il 1541 quanto l'artista risulta fosse già defunto, poi proseguito dal fioglio e alla sua morte dopo il 1551, da alcuni collaboratori della bottega marinoniana essendo i figli di quest'ultimo ancora troppo giovani.

Se inizialmente il polittico fosse completo di una statua non è possibile confermarlo, certo che subì variazioni durante i decenni della sua esecuzione, probabilmente l'immagine scolpita di san Bartolomeo, fu sostituita con un pannello dipinto con l'immagine del medesimo santo.

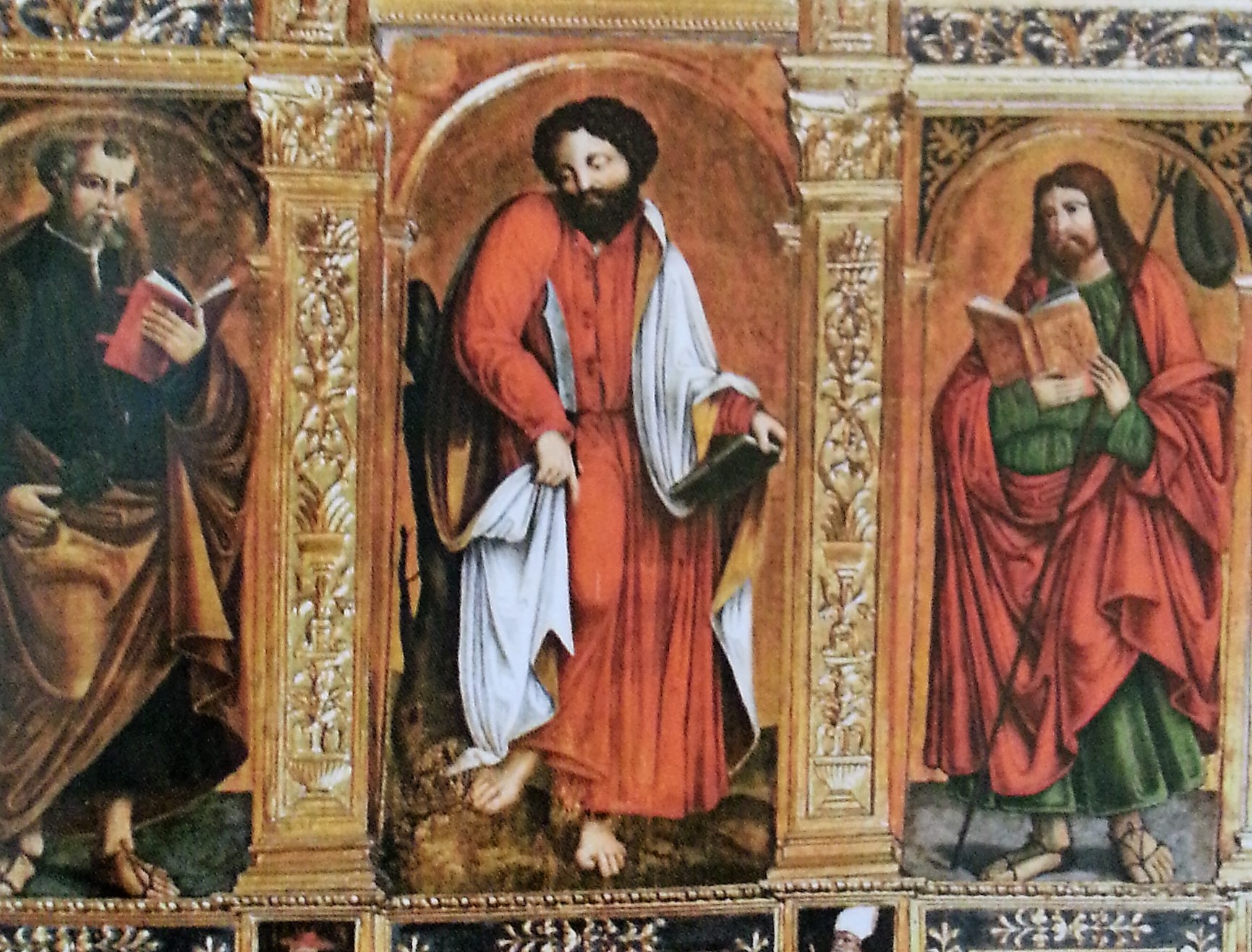
Polittico di San Bartolomeo -particolare

 Venne forse terminata da Lucano da Imola, pittore vicino alla famiglia

## Descrizione
Il polittico è composto da sei pannelli divisi su due registri. Sul piano superiore i santi Gregorio e Lorenzo con al centro la Madonna col Bambino. Sul piano inferiore i santi Giacomo il maggiore, Pietro con al centro san Bartolomeo a cui è intitolata la chiesa. La predella è completata da quattro santi identificati in san Cipirano, san Gregorio, san Fermo e san Defendente.

La morte prematura dei principali esecutori, e l'affido ai collaboratori della bottega l'esecuzione terminale dell'opera rendono difficile l'identificazione dei differenti autori. I quattro pannelli laterali, sono statici, malgrado il grande panneggio che li copre, hanno entrambi la medesima espressione, con lineamenti differenti da quelli che erano la caratteristica della bottega marinoniana. Il naso grosso e schiacciato, il viso largo, gli occhi grandi con lo sguardo fisso con le pupille dilatate. Contrariamente i due pannelli centrali sono di notevole valore artistico.
La Madonna col Bambino, posta centrale sul registro superiore, ha una plasticità non marinoniana, ha il volto levigato e curato, dipinto da chi sa come regolare la luce sugli incarnati. Il Bambino segue le caratteristiche materne, è comodamente seduto sulle ginocchia della madre in una posa molto plastica. Anche san Bartolomeo raffigurato sul livello inferiore offre una plasticità molto accesa, sicuramente mai dipinta dai Marinoni. Il santo si presenta in una posa molto aggraziata, si potrebbe definire quasi femminile con una espressione languida dove si possono vedere tratti somatici nuovi. La fronte è ampia, il naso piccolo, e la bocca minuta.

Le due tavole centrali presentano anche altre differenze, le cornici mostrano una preparazione a bolo con assenza di foglie d'oro, ma colorate a tinta scura. La cornice del pannello che contiene il dipinto raffigurante il santo è mancante delle rosette che sono invece presenti nel riquadro superiore della Vergine. Un lavoro questo eseguito quindi in quasi tre decenni che racconta non solo la sua storia ma quella di una delle famiglie bergamasche di pittori, più attive nella bergamasca, solo il territorio di Gromo presenta ben quattro lavori di questi artisti, tra questi il dipinto su tavola Pala di Ognissanti per la Chiesa di San Giacomo e San Vincenzo.